# Helen Delich Bentley
Helen Delich (Ruth, 28 de  noviembre de 1923 – Maryland, 6 de agosto de 2016) fue una periodista y política estadounidense.

## Biografía
Helen Delich nació en Nevada, sus padres tenían ascendencia serbia. Asistió a la Universidad de Nevada y la Universidad de Misuri, donde obtuvo una licenciatura en periodismo en 1944.
Perteneció al Partido Republicano y a la Cámara de Representantes de los Estados Unidos dese 1985 al 1995.
Recibió numerosos títulos honorarios.Fue miembro honoraria y vitalicia de: la Asociación Americana de Autoridades Portuarias, la Sociedad de Navel Arquitectos e Ingenieros Marinos y la Asociación de Derecho Marítimo de los Estados Unidos.
Contrajo matrimonio con William Roy Bentley. Falleció el 6 de agosto de 2016 a los 92 años, por tumor cerebral.